# Jakob Heinrich von Flemming

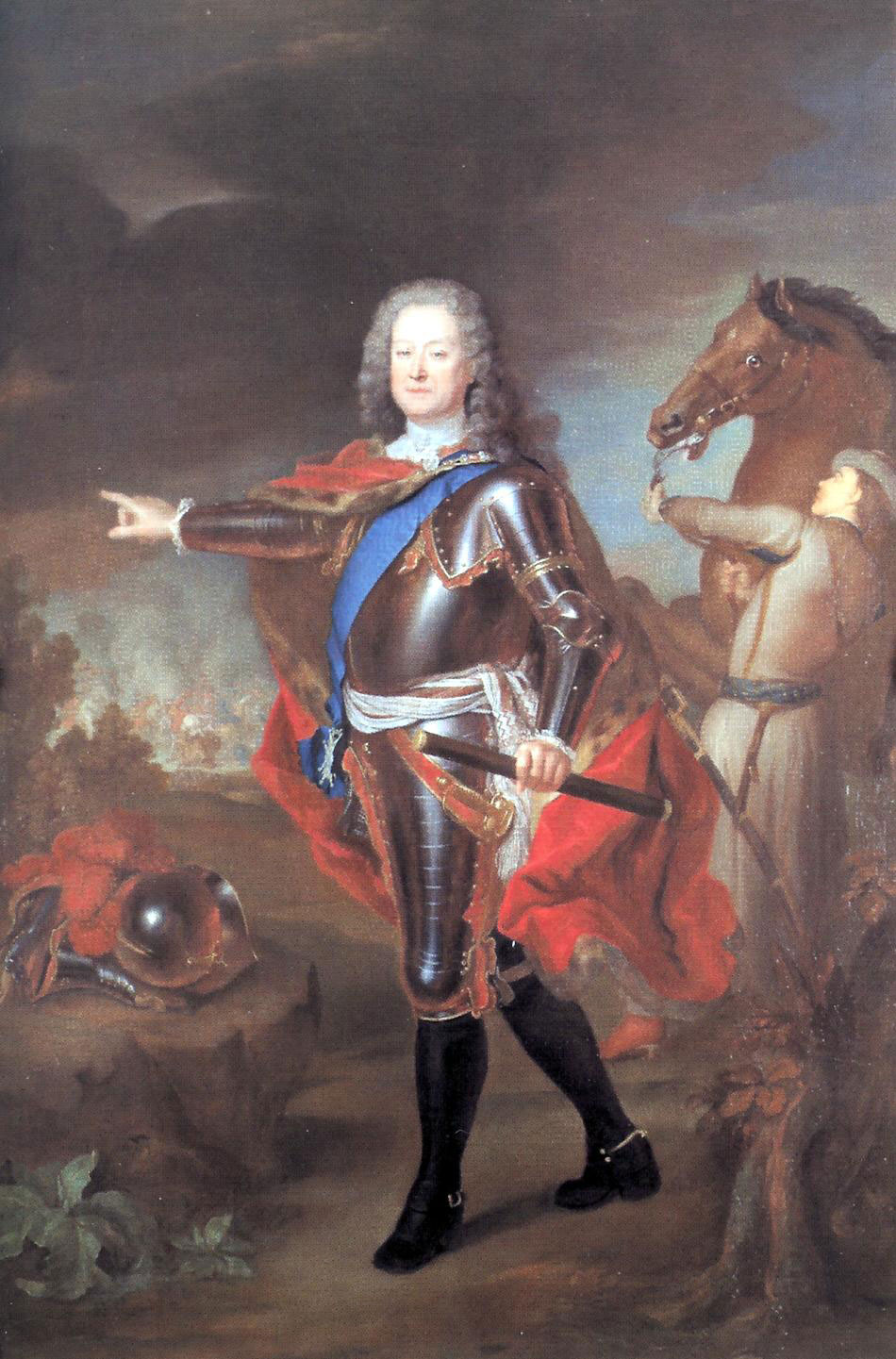
Portrét Jakoba Heinricha von Flemminga od Louise de Silvestra (z roku 1728), sbírka zámeckého komplexu v Ňasviži

Jakob Heinrich říšský hrabě von Flemming (3. března 1667 Hoff u Greifenbergu, Zadní Pomořansko – 30. dubna 1728 Vídeň) byl saský státník, který v letech 1712–1728 zastával funkci kabinetního ministra za vlády saského kurfiřta a polského krále Augusta II. Silného. Flemming, jenž téměř po dvacet let utvářel sasko-polskou politiku, měl hlavní zásluhu na prosazení volby svého panovníka polským králem. Zároveň byl polním maršálem a prezidentem válečného kolegia. V těchto funkcích působil jako nejsilnější pilíř křehké personální unie, kterou ztělesňoval i prostřednictvím svých blízkých rodinných vazeb na polskou šlechtu.

## Původ
Flemming byl synem tajného rady v Braniborském kurfiřtství a prezidenta dvorního soudu v Zadních Pomořanech Georga Caspara von Flemminga (1630–1703), který pocházel ze starého pomořanského rodu Flemmingů. Jeho matkou byla Agnes Helene, rozená Flemmingová. Bratr jeho otce Heino Heinrich von Flemming byl saským a od roku 1690 braniborským polním maršálem, jenž byl roku 1700 – společně se svým bratrem – povýšen na říšského hraběte. Flemmingovi bratři byli saský komorník Joachim Friedrich von Flemming a braniborský generálporučík Bogislaw Bodo von Flemming.

## Život a kariéra
Po školní docházce v Greifswaldu, studoval Flemming práva nejprve ve Frankfurtu na Odrou, poté v Utrechtu a Leidenu. Jeho rozhodnutí věnovat se vojenské kariéře ho v roce 1688 s armádou Viléma Oranžského přivedlo do Anglie, kde ještě navštěvoval Oxfordskou univerzitu. V roce 1693 následoval příklad Heina Heinricha a rovněž svého staršího bratra a přešel z armády Braniborského kurfiřtství do saských služeb. V letech 1695/96 se osvědčil jako diplomat a důstojník při uherském polním tažení kurfiřta Fridricha Augusta I. Kurfiřtovo zvolení polským králem roku 1697 znamenalo začátek Flemmingovy strmé kariéry. Byl vyslán do Varšavy, kde jako zmocněný vyjednavač znalý polštiny prosadil volbu svého panovníka. V této souvislosti se brzy projevila obezřetnost a předvídavost tohoto chytrého mocenského politika, jemuž se přes brizantní konverzi saského kandidáta podařilo v Sasku zachovat konfesionální status quo. Po krakovské korunovaci a vyšachování francouzského konkurenčního kandidáta byl Flemming odměněn jmenováním generálmajorem, tajným válečným radou a dědičným generálním správcem pošty. Saský útok na Rigu podniknutý navzdory jeho varováním byl neúspěšný a zavlekl země personální unie do ozbrojeného konfliktu se švédskou velmocí. Flemming bojoval s různým úspěchem v severní válce jako generálporučík (1699), načež byl v bitvě u Kliszówa roku 1702 vážně raněn. Navzdory své osobní odvaze nebyl příliš dobrým vojevůdcem. Jako generál kavalerie (1706), guvernér Drážďan (1710), tajný prezident válečného kolegia a polní generál Polské koruny byl přesto během pomořanského tažení roku 1712 jmenován polním maršálem. Poté, co v roce 1715 velel saským jednotkám v Pomořanech, porazil švédsko-polskou armádu u Sandoměře. Roku 1719 mu bylo svěřeno vrchní velení celé polské královské armády.
Mnohem důležitější a významnější je však Flemmingova dlouholetá práce v politice a diplomacii. Už před zřízením Tajné rady, byl roku 1706 pověřen zahraničními záležitostmi v nově vytvořeném Tajném kabinetu a v roce 1712 převzal vedení tohoto nejvyššího vládního orgánu, což fakticky odpovídalo pozici prvního ministra. Po krátké době se chladnému taktikovi Flemmingovi podařilo eliminovat jeho přímého konkurenta Antonína Egona z Fürstenberg-Heiligenbergu, polního maršála Johanna Matthiase svobodného pána von Schulenburg, jakož i nekontrolovatelnou metresu Annu Constantii von Cosel. Na základě dlouhodobé přízně svého pána, ale také díky své systematicky budované síti známostí na klíčových pozicích v diplomacii, politice a správě si dokázal Flemming svou nespornou vůdčí rolí v sasko-polské politice udržet postavení králova „favorita“ až do své smrti.
Po různých diplomatických misích se po roce 1705 centrum Flemmingových aktivit přesunulo do Vídně a do Berlína, což byly dvě důležité základny saské zahraniční politiky. V roce 1719 dojednal manželský svazek nyní již katolického dědičného prince Fridricha Augusta s arcivévodkyní Marií Josefou. Pro vídeňský dvůr zase Flemming (zahrnut v tajné diplomacii Evžena Savojského) vytvořil významné spojení se severem, zejména s „vojenským králem“ Fridrichem Vilémem I. Jako mimořádný vyslanec v Berlíně v letech 1697–1728 varoval před nebezpečným konkurentem a sousedem, jakým bylo Braniborsko-Prusko. Jakmile se sasko-pruské vztahy zhoršily na hranici vojenského konfliktu, podařilo se je Flemmingovi postupně normalizovat až do uzavření mírové smlouvy z roku 1723. V Polsku pak tento politik přispěl k prosazení Varšavského smíru z roku 1716, který obnovil uznání Augusta II. Silného jako polského krále.
Znatelné zlepšení vnitřní správy Saska, včetně přípravy spolehlivých státních úředníků, bylo do značné míry způsobeno Flemmingovou iniciativou a organizačním talentem. Např. v oblasti finančního řízení byl zjevný jeho program oddělení „dvora“ a „státu“. Také vytváření absolutistických forem vlády v Sasku úzce souviselo s jeho osobou; jeho vliv nicméně zabránil nevypočitatelnému měření sil mezi katolickým zeměpánem a evangelickými zemskými stavy. Osobně tolerantní protestant Flemming jasně rozeznal negativní důsledky Augustovy konverze a konkrétně ve vládním programu dědičného prince se roku 1726 důrazně postavil proti jakémukoliv druhu konfesionálně motivované politiky. Byl rovněž členem smíšené konfesní komise vytvořené roku 1720 za účelem urovnávání náboženských sporů, zejména v drážďanské rezidenci. Uměnímilovný a nádheru milující Flemming si v Drážďanech a ve Varšavě udržoval reprezentativní, téměř knížecí dvůr a významně podporoval výstavbu saského rezidenčního města. Vlastnil řadu majetků v Braniborsku, Prusku, Sasku, Slezsku, Durynsku a Polsku; jeho dědictví se odhadovalo na 14 až 16 milionů tolarů, přičemž jeho vdova musela polovinu vyplatit zeměpanské komoře. Společensko-stavovské ambice, ale také jeho zájmy v oblasti bezpečnosti šly však ještě dále: rozvedený Flemming zvažoval v roce 1720 uzavření manželství s ovdovělou vévodkyní z Kuronska a měl dokonce zájem o zakoupení vlády nad tímto vévodstvím, která by bezprostředně podléhala jen císaři. Z ocenění, kterých dosáhl, lze jmenovat místo štolby litevského velkovévodství, dědičného maršála Západního Pomořanska, členství v Maltézském řádu (1691), ruský řád sv. Ondřeje (1713) a dánský řád slona (1719).
Vedle svého hlavního povolání vytvářel Flemming značné bohatství svou ekonomickou aktivitou, především obratným obchodováním s panskými sídly a nemovitostmi, ale také dalšími průmyslovými aktivitami. Jako majitel panství Slawentzitz (Sławięcice) přispěl k rozvoji hornoslezské metalurgie, v Blechhammeru (Blachownia Śląska) zase vybudoval ve své době nejmodernější železárnu v Horním Slezsku.
V roce 1714 získal Palác Flemming-Sulkowski v Drážďanech, jenž nechal rozšířit a vybavit nádherným schodištěm. Roku 1724 jej prodal králi, ale v letech 1726–1728 byl opět v jeho vlastnictví. V roce 1715 postavil také dnešní labské křídlo Japonského paláce v Drážďanech, který v roce 1717 prodal králi a znovu vlastnil v letech 1722–1726.
Roku 1725 se Flemming oženil se svou první manželkou hraběnkou Franziskou von Sapieha. Po rozvodu se oženil podruhé s dcerou litevského velkokancléře, princeznou Theklou Radziwillovou. Jejich tři synové zemřeli v nedospělém věku.
Jakob Heinrich von Flemming zemřel 30. dubna 1728 na diplomatické cestě ve Vídni. Aby se ušetřilo za nákladný průvod, bylo jeho tělo převezeno do Saska ve skříňovém kufru. Pohřben byl v kryptě kostela Panny Marie na svém panství Putzkau u Budyšína zakoupeném roku 1724.
Flemmingova moderní politická biografie, která by obsahovala hodnocení jeho rozsáhlé korespondence, dosud nevznikla. Výroky jeho současníků pak vykreslují rozporuplný obraz: Fridrich Vilém I. na začátku roku 1728 obdivoval dům svého drážďanského hostitele jako královský palác, na druhou stranu viděl ve Flemmingovi původce všech disonancí se sasko-polským králem. Vzdělaný, jazykově nadaný Flemming si dopisoval s četnými učenými současníky; s Gottfriedem Wilhelmem Leibnizem uzavřel roku 1703 smlouvu na v Sasku plánovanou výrobu hedvábí. Napsal několik latinských teologických pojednání a zajímal se o náležité uznání své osobnosti, což je zřejmé z jím iniciovaných Remarques, které byly odpovědí na jeho ne příliš pozitivní vykreslení ve známém spisku Portrait de la cour de Pologne. Jako zkušený voják, obratný diplomat a znamenitý společník byl Flemming nepochybně jedním z představitelů dvorského systému, avšak díky svým trvalým službám v organizaci vojska, politiky a správy je jednou z nejdůležitějších osobností saských dějin.

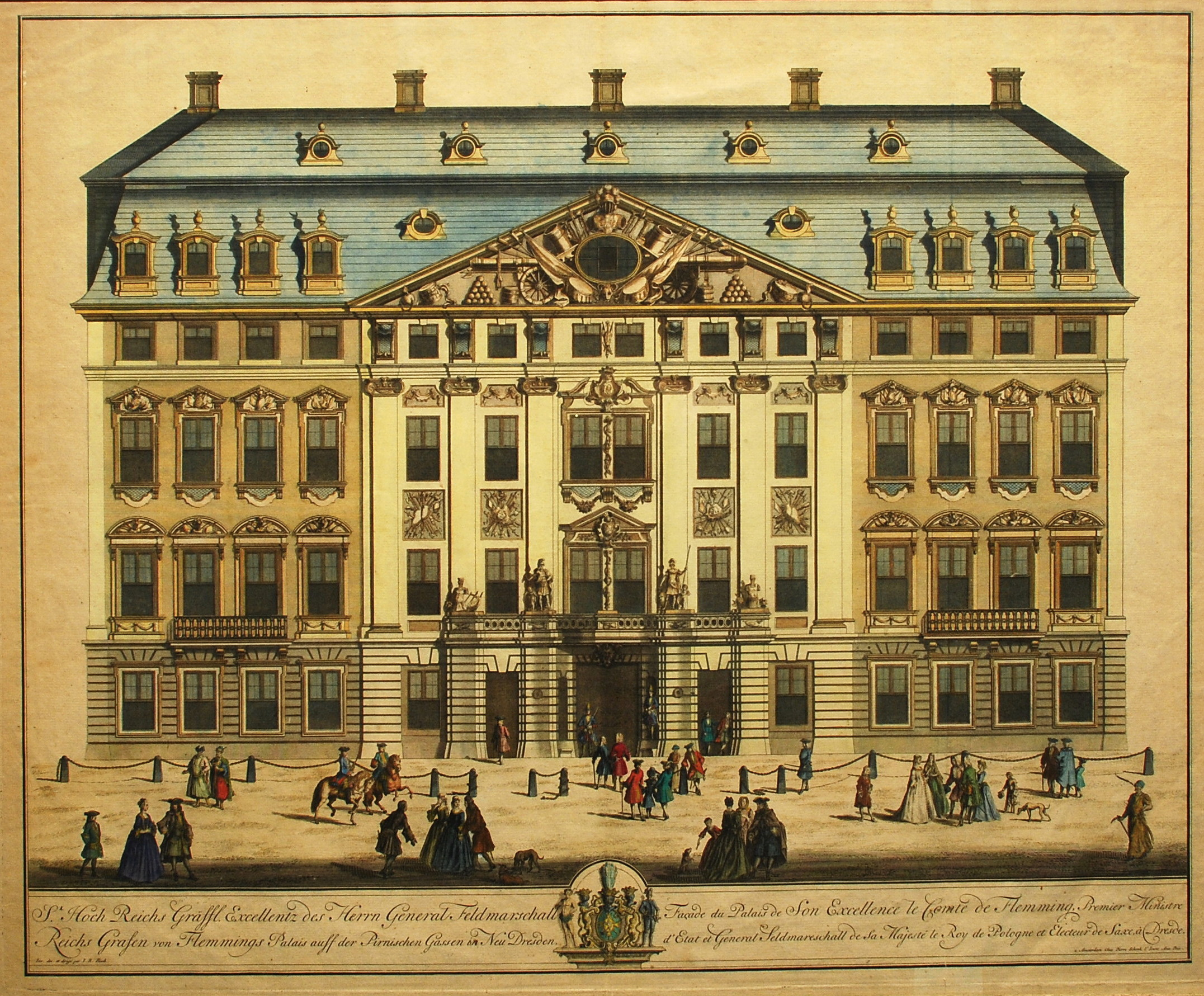
Palác Flemming-Sulkowski v Drážďanech (1715)
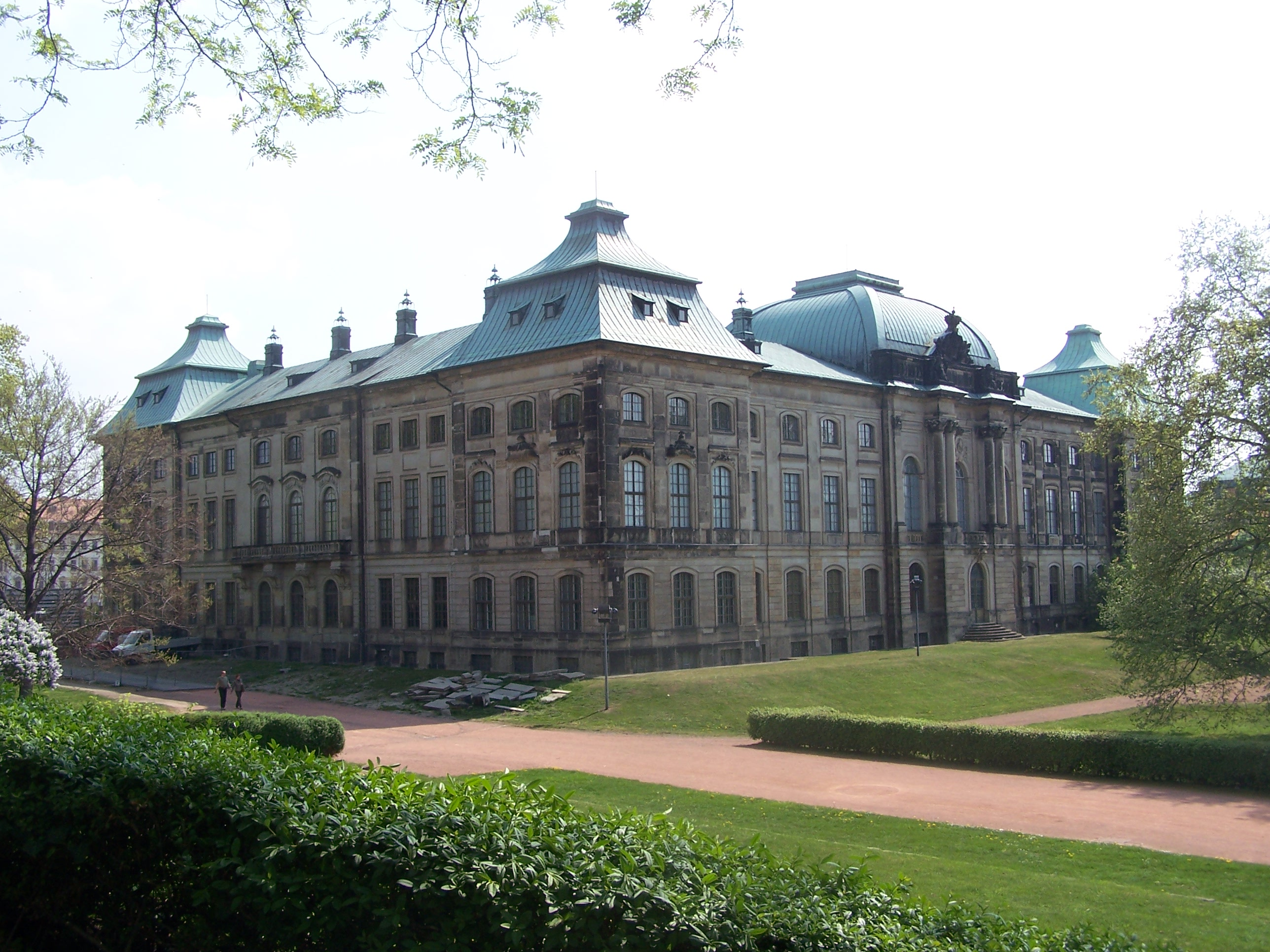
Japonský palác v Drážďanech
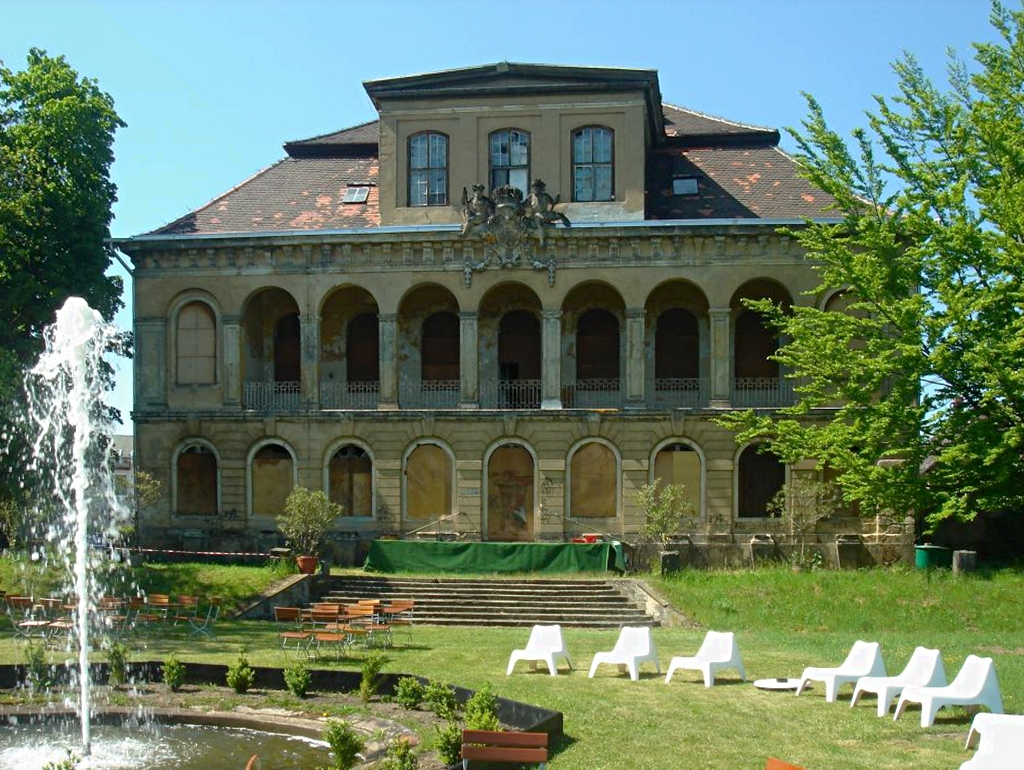
Zámek Übigau
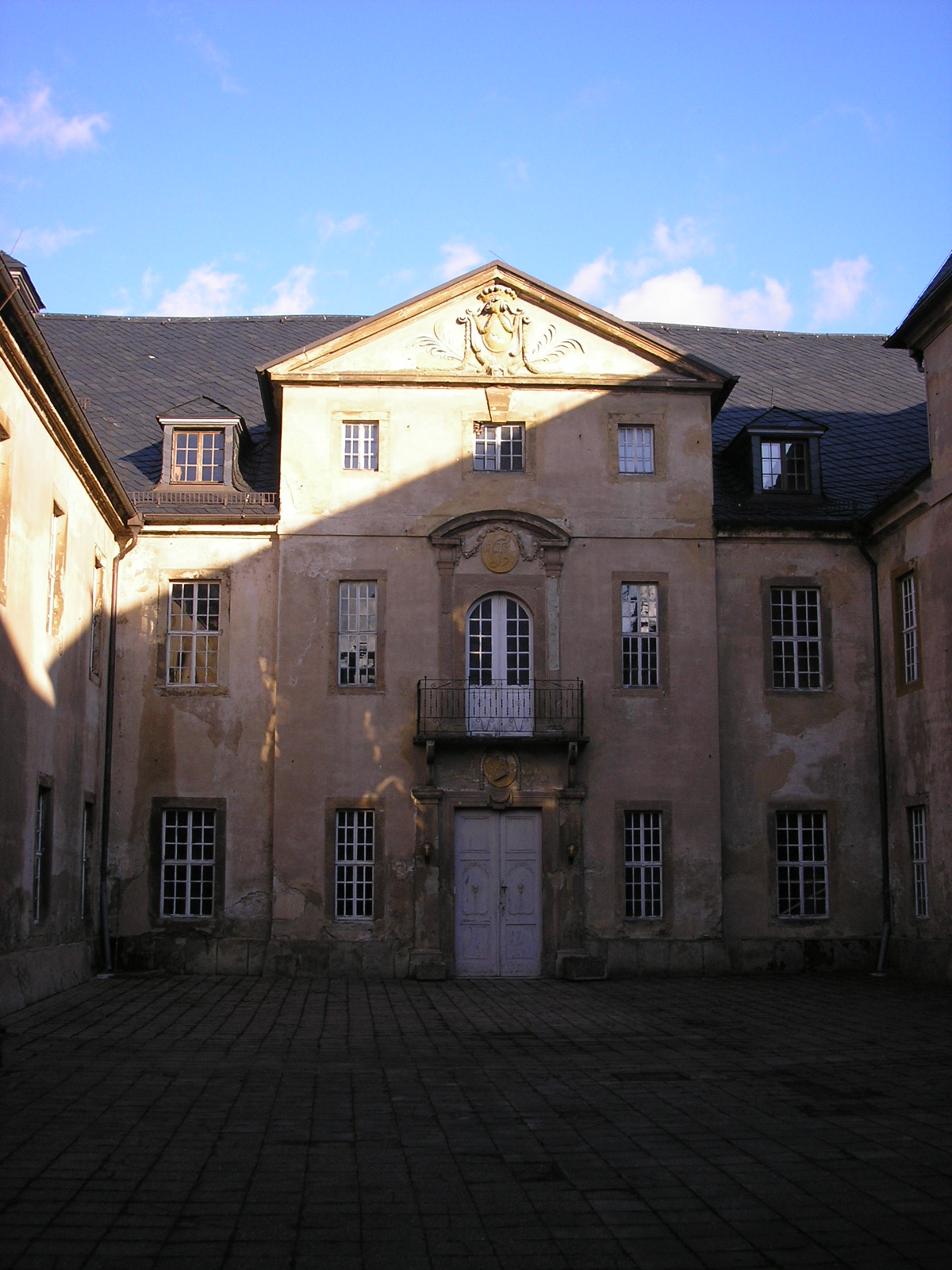
Zámek Crossen, Durynsko
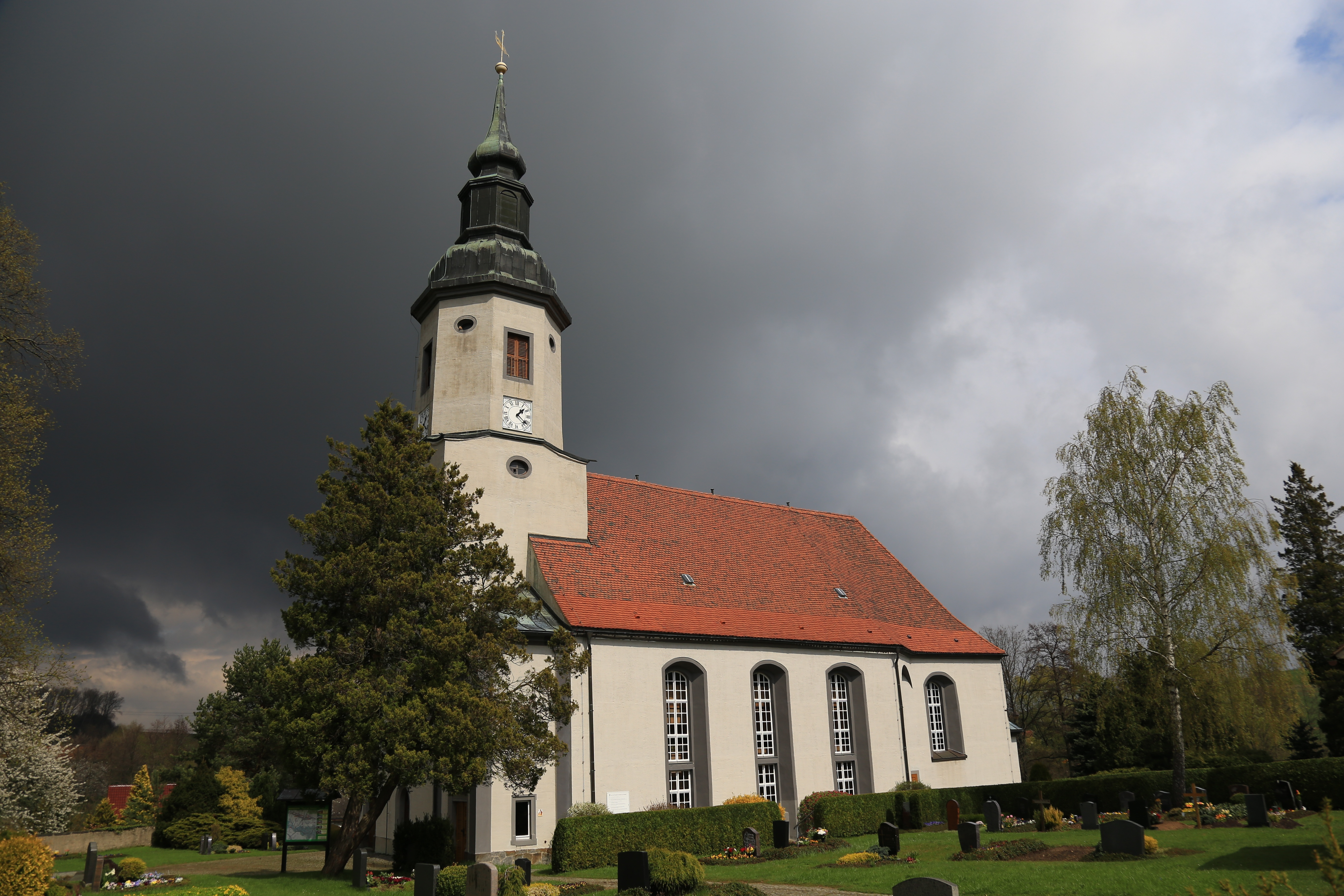
Kostel Panny Marie v Putzkau (místo pohřbení)
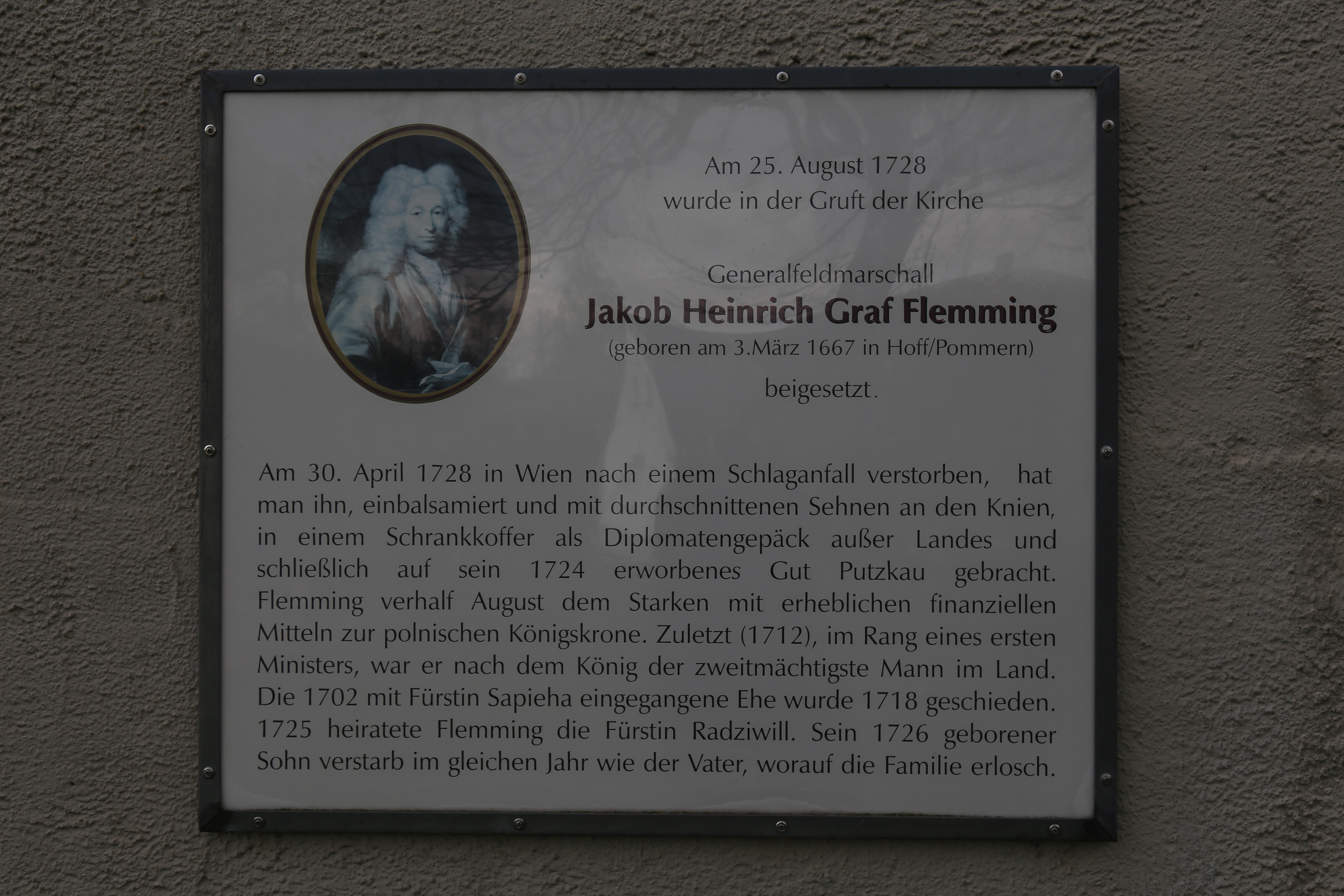
Pamětní deska na kostele Panny Marie v Putzkau

### Beletrie
- KRASZEWSKI, Józef Ignacy. Skrypt Fleminga; powieść historyczna z czasów Augusta II-go. T. 1. Warszawa: Gebethner i Wolff, 1879, 165 s. V německém překladu jako: Feldmarschall Flemming: historischer Roman. Aufbau Verlag, 2001. ISBN 978-3746613109.

### Film
- Sachsens Glanz und Preußens Gloria, šestidílný televizní film NDR z roku 1983 (režie: Hans-Joachim Kasprzik), Flemminga hraje Alfred Struwe.